# Rock Steady (canção)
"Rock Steady" é o primeiro single do terceiro álbum de estúdio do girl group britânico-canadense All Saints, Studio 1. Foi co-escrita pela integrante do grupo Shaznay Lewis em colaboração com o produtor da canção, Greg Kurstin. A canção foi lançada pela Parlophone em 6 de novembro de 2006 em CD, digital download, MCD e formato de 12. Kurstin  colaborou com "Rock Steady", que foi lançado como o primeiro single a partir dele. É uma canção de dance-pop e reggae fusion com pequenas influências de 2 Tone, Rocksteady e ska. É influenciado de forma lírica Por sentimentos feminismos e confiança em referência às personalidades das próprias integrantes do grupo.
"Rock Steady" recebeu críticas positivas principalmente de críticos de música contemporânea. Em 11 de novembro de 2006, o single estreou no número onze no UK Singles Chart, antes de atingir um pico de número três na semana seguinte. Tornou-se o nono consecutivo top dez no Reino Unido do grupo. O single também fez sucesso nos gráficos internacionalmente; Atingindo o pico entre os dez primeiros na República Checa, Finlândia, Hungria e Espanha, e o top quarenta em vários outros países.
O vídeo musical de "Rock Steady" foi dirigido por W.I.Z. E foi lançado em 29 de setembro de 2006 após a canção premiered em "The Chris Moyles Show" em 21 de setembro de 2006. O vídeo apresenta o grupo atuando como ladrões de banco profissionais. All Saints performou o single ao vivo em vários programas de televisão, incluindo: Popworld, Top of the Pops e Saturday Night Takeaway.

## Antecedentes
As integrantes do All Saints anunciaram em janeiro de 2006 que o grupo tinha oficialmente retornado após separar-se em 2001. Em 20 de setembro de 2006, o grupo revelou que o título de seu single de retorno era "Rock Steady" e que seria lançado em 6 de novembro, acompanhado de dois lados B intitulado "Dope Noise" e "Do Me". O single estreou na BBC Radio 1 em 21 de setembro de 2006. "Rock Steady" foi o primeiro single do novo álbum do grupo, a integrante do quarteto, Shaznay Lewis escreveu com Greg Kurstin e também foi a primeira demo que o grupo gravou em quatro anos.
Shaznay revelou também em uma entrevista ao The Sun que a canção faz a referência lírica aos próprias integrantes do grupo.
| “ | Esta foi a primeira música que escrevi com Greg Kurstin ea primeira demo que a banda cantou em quatro anos. Eu escrevi sobre nós quatro". | ” |

A canção foi produzida por Greg Kurstin. Kurstin igualmente executou toda a instrumentação envolvida na canção, gravou e mixou a canção em estúdios de Mayfair em Londres, Inglaterra. John Hudson foi assistente de gravação de Kurstin para a canção e Jasper Irm, Simon Hayes e Toshi Minesaki estiveram envolvidos em sua engenharia. Todos os vocais de apoio na canção são cantados pelas próprias integrantes do grupo Nicole Appleton e Natalie Appleton. o nome "Rock Steady" foi dado por Geoff Pesche.
A canção é composta na chave de D minor, a batida é definida em tempo comum e se move em 130 (mais perto de 137) batimentos por minuto. "Rock Steady" apresenta um estilo diferente e novo na música, em comparação com os anteriores das All Saints faixas. A música é otimista e contém 2 Tone predominante, dance-pop, reggae fusion, rocksteady e ska ou como descrito pelo Huddersfield Daily Examiner, um "sassy reggae pop". A canção é construída em forma de verso-coro. O primeiro verso é cantado por Shaznay e o segundo verso é cantado por Nicole. Melanie Blatt lidera o meio da canção, juntamente com Natalie. Todos os versos são cantados na chamada e resposta com o refrão sendo cantado como um vocal harmonico por todas as integrantes do grupo com Shaznay na liderança.

## Controvérsia
No meio do lançamento de "Rock Steady" houve uma controvérsia em relação ao som da canção, Cheryl Cole do grupo britânico Girls Aloud acusou o All Saints de copiar o single das Girls Aloud Jump (For My Love). Em entrevista à MTV britânica, a integrante do grupo Melanie Blatt, respondeu sarcasticamente e ironicamente à acusação: "Jump (for My Love) é totalmente onde eu quero estar. [...] Nós só podemos desejar e sonhar em ser como elas. Espero que um dia vamos conseguir isso, por enquanto, teremos que nos contentar em copiá-las". Na mesma entrevista, Nicole Appleton respondeu: "Todas nós temos vaginas, o que é quase tão parecido quanto possível." Shaznay Lewis continuou dizendo que não se importa com o que Girls Aloud pensa, referindo-se a elas como "Meninas estúpidas". Shaznay posteriormente alfinetou as Girls Aloud, em outra entrevista, dizendo:
| “ | Nós [All Saints] cantamos o que queremos. Contanto que nós estamos sendo verdadeiras e dizendo o que nós acreditamos. Eu fico com isso e quero dizer, Se você [Cheryl] disser coisas sobre as pessoas por qualquer outro motivo, você tem que ter cuidado como isso vai refletir nelas. Somos quatro mulheres, com muita atitude. Estamos confiantes porque estamos mais velhas agora. As pessoas esquecem que não estão falando das Girls Aloud ou Sugababes, somos mulheres com 30 anos de idade, então não somos mais tontas. Não é arrogância, é maturidade. A indústria é tão falsa e sabemos que, quando você é mais jovem, você acha que é tudo e quer acabar com tudo. | ” |

No entanto, Sarah Harding, das Girls Aloud, negou os boatos de disputa, dizendo: "[...] Foi tirada do contexto, destorcido e elas se ofenderam. Já saí para beber com Natalie Appleton e Liam Gallagher em uma semana dessas por termos um amigo em comum - está tudo bem, honestamente.

## Recepção da critíca
John Murphy, do musicOMH, reviu positivamente o single da seguinte forma: "O primeiro single Rock Steady é um bom exemplo de como todas as Saints soam com a nova direção, se sente fresca e refresca, e os vocais das irmãs Appleton se encaixam perfeitamente. Matthew Chisling of Allmusic described the song as a "kicking track" and "solid dance hit with enticing grooves". "Matthew Chisling do Allmusic descreveu a canção como uma "trilha de pontapé" e "batida dura da dança com sulcos sedutores. "MH Lo da revista Stylus deu à faixa um nove de dez classificações, dizendo: "Com um coro brilhantemente insistente, uma faixa de apoio em um ritmo ska em torno de um tipo de breakbeat, a música não vai deixar a sua mente, enquanto A idade de ouro das bandas de garotas britânicas recebe reforços". Hamish Champ da Virgin Media mencionou em uma resenha de Studio 1:"Desde o início de Rock Steady, não se pode negar a sentir que o quarteto tomou uma decisão consciente de mudar-se para o som das Girls Aloud. Adrian Thrill do Daily Mail revisou positivamente a canção:"O Novo single "Rock Steady "Encontra suas vozes que misturam brilhantemente sobre do baixo pesado." Malcolm Mackenzie do "The London Paper" disse que "Rock Steady" é "ska pop feminino uma mistura de  Bananarama rejuvenescido e [...] Lily Allen.
A canção recebeu sua parte de críticas negativas. Paul Connolly, do Evening Standard, disse: "[...] O retorno com o single Rock Steady não é um sinal de cinismo, mas parece uma combinação de 50/50 do dinamismo pop do Girls Aloud e do R&B de Slaby-shop da Sugababes. [...] "Rock Steady" em si não é uma canção terrível, é apenas um pouco inútil. "Fraser McAlpine do BBC Chart deu o single a duas estrelas "[...] As Saints estão agindo de forma bastante diabólica ao comprimir aproximadamente 98,3% do seu som, misturando-o com as sobras desertas das calças de xadrez do Ordinary Boys  e jogando em cada letra absurda sem sentido de cada faixa do single.

## Performance nos gráficos
"Rock Steady" garantiu sucesso nos gráficos para as All Saints, tanto no Reino Unido quanto internacionalmente. Tornou-se o nono hit consecutivo do grupo e décimo maior sucesso do grupo no Reino Unido e chegou ao top quarenta em treze outros países do mundo.
Em 11 de novembro de 2006, "Rock Steady" estreou no UK Singles Chart no número 11. Foi a segunda maior estreia no gráfico em uma semana, atrás do single de colaboração U2 com Green Day "The Saints Are Coming", que estreou no sexto lugar. A estréia do single marcou a volta do All Saints  desde seu último single "All Hooked Up". Na segunda semana de lançamento do single, ele enfrentou a concorrência com lançamentos de outros girl groups como Girls Aloud e Sugababes, "Something Kinda Ooooh" e "Easy" respectivamente. Em 18 de novembro, o single subiu oito lugares até atingir o pico do número três, superior as rivais Girls Aloud e Sugababes que estavam no número seis e oito, respectivamente, nessa semana. "Rock Steady" ficou dois lugares a menos de se tornar o sexto número um das All saints, sendo despencado para uma posição inferior por Westlife "The Rose". O single ficou mais de duas semanas consecutivas no top 10 do Reino Unido; No número sete em sua terceira semana no gráfico e no número oito na sua quarta semana no gráfico. Na semana de Natal "Rock Steady" começou a cair em um ritmo mais rápido. Em 8 de dezembro caiu nove lugares para número dezessete na sua quinta semana no gráfico. Em sua sexta semana no gráfico, o single caiu treze lugares para o número trinta e mais tarde saiu do top quarenta em sua sétima semana depois de cair quinze lugares para o número quarenta e cinco.Semana oito viuo single sofreu queda de mais de dez lugares para número cinqüenta e cinco, mas após a temporada de Natal, no entanto, a música recuperou e subiu de volta oito lugares para número quarenta e sete, em 5 de janeiro de 2007. "Rock Steady" passou sua décima e última semana no gráfico no número sessenta e cinco antes de sair em 19 de janeiro. O single vendeu um total de mais de 85.000 cópias apenas no Reino Unido.
O single atingiu seu segundo pico do alto dez na Hungria onde estreou no número quarenta mas mais tarde atingiu o pico no número cinco na parada emitida para a sexta semana de 2007, passou dezessete semanas nesta parada. "Rock Steady" estreou no número quarenta e sete na República Checa, mas chegou ao pico no número oito na primeira semana de 2007, onde permaneceu por três semanas consecutivas e passou um total de vinte e duas semanas no gráfico.
Na semana quarenta e seis de 2006, a faixa estreou e alcançou o número dez na Finlândia, tornando-se o terceiro grupo de garotas top dez atingido lá. "Rock Steady" conquistou a quarta posição entre os dez primeiros, desta vez na Espanha, onde estreou e alcançou o número dez em 12 de novembro de 2006. Passou um total de três semanas no gráfico e tornou-se o primeiro single de Todos os Santos a gravar na Espanha. Em 17 de novembro de 2006, o single estreou no número sessenta e sete na Áustria antes de chegar ao pico no número vinte em 22 de dezembro de 2006. Passou um total de doze semanas no gráfico e é o terceiro top vinte de All Saints atingido na Áustria até à data. Na Holanda, estreou e atingiu o pico no número trinta e oito, tornando-se o sétimo grupo sétimo top 40 hit lá. O single estreou no número trinta e nove na Eslováquia antes de chegar ao pico no número de doze para a semana cinqüenta e um de 2006 e gastar um total de vinte e três semanas não consecutivas no gráfico. Ele estreou e atingiu o pico no número quarenta na Alemanha e é apenas o terceiro grupo top 40 lá.
A canção tornou-se a oitava vitória de All Saints na Irlanda: estreando em 9 de novembro de 2006, chegando ao número quinze e gastando um total de cinco semanas no gráfico. Ele estreou e atingiu o pico no número trinta e oito na Nova Zelândia, tornando-se o sexto single do grupo no pico no top quarenta lá. Na Suíça estreou no número quarenta em 3 de dezembro de 2006, atingindo o pico no número trinta e sete por duas semanas consecutivas, gastando um total de onze semanas no gráfico e se tornando o sexto maior hit do grupo no país. "Rock Steady" chegou ao número dezesseis na Itália e passou um total de quatro semanas no gráfico, ao mesmo tempo tornando-se o terceiro maior hit do grupo lá. "Rock Steady" também conseguiu sucesso na Bélgica (Flandres e Valónia) e na Suécia.

## Formatos e Faixas
| - CD1 (CDR6726/09463969526, Released: 6 November 2006) 1. "Rock Steady" – 2:47 2. "Dope Noize" – 3:54 - CD2 (CDRS672/094637875728, Released: 6 November 2006) 1. "Rock Steady" – 2:47 2. "Do Me" – 4:17 3. "Rock Steady" (Calvin Harris Remix) – 3:35 4. "Rock Steady" (Music Video) – 3:32 | - 12" (ROCKS002, Released: 6 November 2006) 1. "Rock Steady" (MSTRKRFT Edition) – 5:06 2. "Rock Steady" (Junkyard Mix) – 3:45 3. "Rock Steady" (K-Gee Reggae Bounce Remix) – 4:27 - EU 12" (12R6726, Released: 6 November 2006) 1. "Rock Steady" – 2:47 2. "Rock Steady" (Calvin Harris Remix) – 3:35 3. "Rock Steady" (MSTRKRFT Edition) – 5:06 |

## Desempenho nas paradas
| Chart (2006–07)                       | Melhor posição |
| ------------------------------------- | -------------- |
| Alemanha (GfK Entertainment)          | 40             |
| Áustria (Ö3 Austria Top 40)           | 20             |
| Bélgica (Ultratop Flanders)           | 42             |
| Bélgica (Ultratip Wallonia)           | 4              |
| Dinamarca (Tracklisten Airplay)       | 19             |
| Eslováquia (IFPI)                     | 12             |
| Espanha (PROMUSICAE)                  | 10             |
| Finlândia (Suomen virallinen lista)   | 10             |
| Hungria (Mahasz)                      | 5              |
| Irlanda (IRMA)                        | 15             |
| Itália (FIMI)                         | 16             |
| Nova Zelândia (RMNZ)                  | 38             |
| Países Baixos (Dutch Top 40)          | 38             |
| Reino Unido (Official Charts Company) | 3              |
| República Checa (IFPI)                | 8              |
| Suécia (Sverigetopplistan)            | 41             |
| Suíça (Swiss Hitparade)               | 37             |